# François Crouzet (historien)
Pour les articles homonymes, voir Crouzet.
 (septembre 2022).
 (septembre 2022).
François Crouzet, né le 20 octobre 1922 à Monts-sur-Guesnes et mort le 20 mars 2010 à Châtenay-Malabry, est un historien français spécialiste de l'histoire de la Grande-Bretagne.
Il ne faut pas le confondre avec François Crouzet (1931-1998), qui écrivit au Figaro.

## Biographie
Né le 20 octobre 1922 à Monts-sur-Guesnes. Il est le frère de Michel Crouzet, spécialiste de la littérature romantique du XIXe siècle.
Élève de l’École normale supérieure (L1941), il poursuit ses études supérieures à la faculté des lettres de Paris entre 1941 et 1945. 
Il est ensuite reçu premier à l’agrégation d'histoire en 1945.
Il est professeur émérite à l'université de Paris-Sorbonne, de 1992 à sa mort, le 20 mars 2010.
Il est ainsi professeur associé à l'université Columbia, New-York (un semestre en 1961), à l'université de Californie à Berkeley (un trimestre en 1964), à l'université Harvard (un semestre en 1981-1982), à l’université de Virginie (oct.-nov. 1996).

### Famille
Il est le petit-fils d'Henri Hauser, spécialiste éminent de l' histoire sociale et économique du seizième siècle, le fils de Maurice Crouzet, inspecteur général d'histoire  de l'éducation nationale, père de Denis Crouzet, éminent historien spécialiste du seizième siècle dont il a complètement renouvelé l'étude, notamment des guerres de religion, beau-père de l'historienne de Venise Crouzet-Pavan et le grand-père de l'historienne contemporanéiste Guillemette Crouzet.

## Autres activités
De 1953 à 1959, il a été secrétaire de rédaction des Cahiers d'histoire mondiale, fondés par Lucien Febvre et publiés sous les auspices de l’UNESCO,
- Membre suppléant du Conseil de la recherche de l'Institut universitaire européen de Florence,
- Membre du Conseil scientifique du Centre de recherches européennes et américaines de l'université de Nankin.

## Distinctions

### Décorations
- Chevalier de la Légion d'honneur (1996).
- Commandeur de l'ordre des Palmes académiques (1985).
- Commandeur honoraire de l'ordre de l'Empire britannique (1980).

### Récompenses
- Membre correspondant de la British Academy (1973).
- Membre correspondant de la Royal Historical Society (1978).
- Membre de l'Académie royale des sciences, des lettres et des beaux-arts de Belgique, section néerlandophone (1990).
- Membre de l'Academia Europaea.
- Docteur honoris causa des universités de Birmingham (1977), Leicester (1989), Kent à Canterbury (id.), Edimbourg (1993).
- Prix Georges Mangin décerné par l'Académie des sciences morales et politiques (1959).
- Grand Prix d'Histoire de la Ville de Paris (1987).
- Prix Guizot de l’Académie française (2001).
- Prix Rossi de l’Académie des sciences morales et politiques (2008).
- Médaille de l’Académie de marine (2009).

## Publications

### Ouvrages
- L'économie du Commonwealth, Paris, 1950, 128 p.
- L'économie britannique et le Blocus Continental, 1806-1813, Paris, 1958, 2 vols., 949 p. Réédition, avec introduction pour mise à jour, Paris, 1987, CXIV-949 p.
- Capital Formation in the Industrial Revolution, Londres, 1972, 261 p.
- Le conflit de Chypre. 1946-1959, Bruxelles, 1973, 2 vols., 1187 p.
- L'économie de la Grande-Bretagne victorienne, Paris, 1978, 370 p., rééd., 2009. Traduction anglaise : The Victorian Economy, Londres, 1982, 430 p., rééd. 2005
- The First Industrialists. The Problem of Origins, Cambridge, 1985, rééd. 2208
- De la supériorité de l'Angleterre sur la France. L'économique et l'imaginaire, XVIIe – XXe siècle, Paris, 1985, 596 p. Édition anglaise : Britain Ascendant : Comparative Studies in Franco-British Economic History, Cambridge, 1990, 514 p.
- La grande inflation : La monnaie française de Louis XVI à Napoléon, Paris, 1993, 602 p.
- Histoire de l'économie européenne, 1000-2000, Paris, Albin Michel, 2000, traduit A history of the European Economy, 1000-20000, Charlottesville et Londres, University of Virginia Press, 2001
- L'Angleterre et le monde XVIIIe – XXe siècle. L'histoire entre l'économique et l'imaginaire, Hommage à François Crouzet, Katia de Queiros Mattoso éd., Paris, 1999
- L'économie française du XVIIIe au XIXe siècle. Perspectives nationales et internationales. Mélanges offerts à François Crouzet, Jean-Pierre Poussou éd., Paris, PUPS, 2000
- La guerre économique franco-anglaise au XVIIIe siècle, Paris, Fayard, 2008
- Britain, France, and International Commerce. From Louis XIV to Victoria, Aldershot, 1996
- Histoire de l'économie, Paris, Albin Michel, 2010

### Direction d'ouvrages collectifs
- Avec W.H. Chaloner et W.M. Stern, Essays in European Economic History, Londres, 1969.
- Avec P. Léon et R. Gascon, L'industrialisation en Europe au XIXe siècle, Paris, 1972.
- Les hommes d'État célèbres, tome V, De la Révolution française à la Première Guerre mondiale, Paris, 1975.
- Avec F. Bédarida et Douglas Johnson, De Guillaume le Conquérant au Marché Commun. Dix siècles d'histoire franco-britannique, Paris, 1979. Édition anglaise : Britain and France, Ten Centuries, Folkestone, 1980. –
- Le négoce international. XVIIIe – XXe siècle, Paris, 1989. –
- Avec E. Aerts, Economic Effects of the French Revolutionary and Napoleonic Wars, Louvain, 1990.
- The Economic Development of France since 1870, Aldershot, 1993, 2 vols.